# Coney Island (песня)
«Coney Island» (с англ. — «Кони-Айленд»; стилизовано строчными буквами) — песня американской певицы Тейлор Свифт, при участии рок-группы the National. Вышла 11 декабря 2020 года на лейбле Republic Records в качестве девятого трека девятого студийного альбома Evermore. 18 января 2021 вышла в качестве третьего сингла альбома на американском радио. Песня посвящена ностальгическим воспоминаниям пары, о днях проведённых в Кони-Айленд, районе Нью-Йорка (полуостров Кони-Айленд включает районы Брайтон-Бич, собственно Кони-Айленд, Сигейт и Манхэттен-Бич).
В апреле 2023 года Свифт впервые исполнила «Coney Island» в качестве песни-сюрприза во время шестого концерта в рамках тура The Eras Tour.

## История
Тейлор Свифт сотрудничала саароном Десснером из рок-группы the National ещё работая над своим альбомом 2020 года Folklore, инди-фолк которого отходит от оптимистичного поп-музыки производства её предыдущих релизов. Она и Десснер снова работали над её последующим альбомом Evermore, «сестринской записью» диска Folklore. На этот раз они также работали с Брайсом Десснером, братом-близнецом Аарона Десснера.
Братья Десснер прислали Свифт несколько инструментальных композиций, которые они сделали для своей группы The National. Одним из треков стал «Coney Island». Свифт и её друг, английский актер Джо Элвин, написали тексты песен и записали их с её вокалом. После прослушивания демо братья Десснер заметили, что песня очень близка к The National, и представили себе, что Мэтт Бернингер (ведущий вокалист National), споёт её, а Брайан Девендорф (ударник National) сыграет на барабанах. Аарон Десснер проинформировал Бернингера, который был «взволнован» этой идеей. Группа собралась, Девендорф играл на барабанах, а его брат Скотт Девендорф играл на бас-гитаре и пианино; Брайс Десснер помогал прдюсировать песню.

## Отзывы
Критик Бобби Оливье из издания Spin описал «Coney Island» как «чудесный мрачный дуэт», который ощущается как «одинокий вальс по бруклинскому променаду», и похвалил слияние «тонкого» голоса Свифта с басом Бернингера. Крис Уиллман из журнала Variety сравнил песню с «Exile» (2020), еще одним аналогичным дуэтом из предыдущего альбома Свифт, где бывшие любовники по очереди обвиняют друг друга, с противоположным случаем на «Coney Island». Нил Маккормик из газеты The Daily Telegraph написал, что песня «предлагает понимание того, где сходятся их эстетики», противопоставляя «ясный, мелодичный голос» Свифт «интенсивному бормотанию» баритона Бернингера.
Том Брейхан из Stereogum назвал «Coney Island» самым «скучным/угрюмым» моментом Evermore, как и «The Last Time» в четвертом студийном альбоме Свифт Red (2012). Крейг Дженкинс из журнала Vulture, похвалил баритон Бернингера и нежный вокал Свифт: «Вы слышите [песню] и начинаете задумываться, не являются ли низкие ноты на этих альбомах еще одной попыткой опробовать вокальные возможности других авторов-исполнителей». В менее благоприятном обзоре Алексис Петридис из газеты The Guardian приветствовал появление Бернингера в качестве гостя, но сочло лирику «некачественной» без «особого содержания». Сэм Содомски из издания Pitchfork считает, что вокал Бернингера неуместен в песне.
В 2022 году журнал Billboard включил «Coney Island» под № 8 в список лучших коллабораций Тейлор Свифт в её карьере.

## Чарты
| Чарт (2020)                                  | Высшая позиция |
| -------------------------------------------- | -------------- |
| Австралия (ARIA)                             | 42             |
| Бельгия/Фландрия (Ultratip)                  | 8              |
| Мир (Billboard Global 200)                   | 45             |
| Канада (Billboard Canadian Hot 100)          | 31             |
| Португалия (AFP)                             | 150            |
| Великобритания (UK Streaming Chart)          | 75             |
| США (Billboard Hot 100)                      | 63             |
| США (Billboard Adult Alternative Songs)      | 18             |
| США (Billboard Hot Rock & Alternative Songs) | 12             |
| США (Rolling Stone Top 100)                  | 32             |

## Сертификации
| Регион                                                                      | Сертификация | Продажи |
| --------------------------------------------------------------------------- | ------------ | ------- |
| Австралия (ARIA)                                                            | Золотой      | 35 000  |
| Бразилия (ABPD)                                                             | Золотой      | 20 000  |
| Данные о продажах + прослушиваниях приведены только на основе сертификации. |              |         |

## История релиза
| Регион | Дата           | Формат         | Лейбл    | Ссылка |
| ------ | -------------- | -------------- | -------- | ------ |
| США    | 18 января 2021 | Triple A radio | Republic | [ 3 ]  |